# Tour de France 2019
Tour de France 2019 var den 106. udgave af cykelløbet Tour de France. Løbet begyndte lørdag den 6. juli i Bruxelles, Belgien.
Løbet blev vundet samlet af Egan Bernal - den første colombianer til at vinde løbet, og den yngste vinder siden 1909.
Startlisten til Tour de France 2019 talte 176 ryttere. Frankrig var nationen med flest ryttere.

## Hold og ryttere
| UCI WorldTeams (18)- AG2R La Mondiale - Astana - Bahrain-Merida - Bora-hansgrohe - CCC Team - Deceuninck-Quick Step - Dimension Data - EF Education First - Groupama-FDJ - Team Jumbo-Visma - Katusha-Alpecin - Lotto Soudal - Mitchelton-Scott - Movistar Team - Ineos - Team Sunweb - Trek-Segafredo - UAE Team Emirates UCI Professionelle kontinentalthold (4)- Arkéa-Samsic - Cofidis, Solutions Crédits - Total Direct Énergie - Wanty-Groupe Gobert |
| |

| Nationer                                                                          | Antal ryttere |
| --------------------------------------------------------------------------------- | ------------- |
| Frankrig                                                                          | 34            |
| Belgien                                                                           | 21            |
| Italien                                                                           | 15            |
| Spanien                                                                           | 13            |
| Holland, Tyskland                                                                 | 11            |
| Danmark                                                                           | 9             |
| Australien                                                                        | 8             |
| Norge, Storbritannien                                                             | 6             |
| Colombia, Schweiz, USA, Østrig                                                    | 4             |
| New Zealand, Portugal                                                             | 3             |
| Canada, Estland, Irland, Polen, Slovenien, Sydafrika                              | 2             |
| Argentina, Costa Rica, Eritrea, Kasakhstan, Letland, Rusland, Slovakiet, Tjekkiet | 1             |

### Danske ryttere
- Jakob Fuglsang kørte for Astana Pro Team
- Magnus Cort kørte for Astana Pro Team
- Michael Mørkøv kørte for Deceuninck-Quick Step
- Kasper Asgreen kørte for Deceuninck-Quick Step
- Michael Valgren kørte for Dimension Data
- Lars Bak kørte for Dimension Data
- Christopher Juul-Jensen kørte for Mitchelton-Scott
- Søren Kragh Andersen kørte for Team Sunweb
- Mads Würtz Schmidt kørte for Team Katusha-Alpecin

## Etaperne
| Etape     | Dato     | Start – Mål                               | type           | Afstand (km) | Etapevinder              | Førende rytter     |
| --------- | -------- | ----------------------------------------- | -------------- | ------------ | ------------------------ | ------------------ |
| 1. etape  | 6. jul.  | Bruxelles – Bruxelles                     | flad etape     | 194,5        | Mike Teunissen           | Mike Teunissen     |
| 2. etape  | 7. jul.  | Bruxelles – Bruxelles                     | holdtidskørsel | 27,6         | Team Jumbo-Visma         | Mike Teunissen     |
| 3. etape  | 8. jul.  | Binche – Épernay                          | kuperet etape  | 215          | Julian Alaphilippe       | Julian Alaphilippe |
| 4. etape  | 9. jul.  | Reims – Nancy                             | flad etape     | 213,5        | Elia Viviani             | Julian Alaphilippe |
| 5. etape  | 10. jul. | Saint-Dié-des-Vosges – Colmar             | kuperet etape  | 175,5        | Peter Sagan              | Julian Alaphilippe |
| 6. etape  | 11. jul. | Mulhouse – Planche des Belles Filles      | bjergetape     | 160,5        | Dylan Teuns              | Giulio Ciccone     |
| 7. etape  | 12. jul. | Belfort – Chalon-sur-Saône                | flad etape     | 230          | Dylan Groenewegen        | Giulio Ciccone     |
| 8. etape  | 13. jul. | Mâcon – Saint-Étienne                     | kuperet etape  | 200          | Thomas De Gendt          | Julian Alaphilippe |
| 9. etape  | 14. jul. | Saint-Étienne – Brioude                   | kuperet etape  | 170,5        | Daryl Impey              | Julian Alaphilippe |
| 10. etape | 15. jul. | Saint-Flour – Albi                        | flad etape     | 217,5        | Wout van Aert            | Julian Alaphilippe |
|           | 16. juli | Hviledag i Albi                           | Hviledag       |              |                          |                    |
| 11. etape | 17. jul. | Albi – Toulouse                           | flad etape     | 167          | Caleb Ewan               | Julian Alaphilippe |
| 12. etape | 18. jul. | Toulouse – Bagnères-de-Bigorre            | bjergetape     | 209,5        | Simon Yates              | Julian Alaphilippe |
| 13. etape | 19. jul. | Pau – Pau                                 | enkeltstart    | 27,2         | Julian Alaphilippe       | Julian Alaphilippe |
| 14. etape | 20. jul. | Tarbes – Col du Tourmalet                 | bjergetape     | 117,5        | Thibaut Pinot            | Julian Alaphilippe |
| 15. etape | 21. jul. | Limoux – Foix                             | bjergetape     | 185          | Simon Yates              | Julian Alaphilippe |
|           | 22. juli | Hviledag i Nîmes                          | Hviledag       |              |                          |                    |
| 16. etape | 23. jul. | Nîmes – Nîmes                             | flad etape     | 177          | Caleb Ewan               | Julian Alaphilippe |
| 17. etape | 24. jul. | Pont du Gard – Gap                        | kuperet etape  | 200          | Matteo Trentin           | Julian Alaphilippe |
| 18. etape | 25. jul. | Embrun – Valloire                         | bjergetape     | 208          | Nairo Quintana           | Julian Alaphilippe |
| 19. etape | 26. jul. | Saint-Jean-de-Maurienne – Col de l'Iseran | bjergetape     | 89           | neutralisering af etapen | Egan Bernal        |
| 20. etape | 27. jul. | Albertville – Val Thorens                 | bjergetape     | 59,5         | Vincenzo Nibali          | Egan Bernal        |
| 21. etape | 28. jul. | Rambouillet – Paris                       | flad etape     | 128          | Caleb Ewan               | Egan Bernal        |

## Trøjernes fordeling gennem løbet
| Etape     |                | Vinder _                 | Samlede stilling   | Pointtrøje     | Bjergtrøje        | Ungdomstrøje   | Mest angrebsivrige | Holdkonkurrence  |
| --------- | -------------- | ------------------------ | ------------------ | -------------- | ----------------- | -------------- | ------------------ | ---------------- |
| 1. etape  | flad etape     | Mike Teunissen           | Mike Teunissen     | Mike Teunissen | Greg Van Avermaet | Caleb Ewan     | Stéphane Rossetto  | Team Jumbo-Visma |
| 2. etape  | holdtidskørsel | Team Jumbo-Visma         | Mike Teunissen     | Mike Teunissen | Greg Van Avermaet | Wout van Aert  | ikke uddelt        | Team Jumbo-Visma |
| 3. etape  | kuperet etape  | Julian Alaphilippe       | Julian Alaphilippe | Peter Sagan    | Tim Wellens       | Wout van Aert  | Tim Wellens        | Team Jumbo-Visma |
| 4. etape  | flad etape     | Elia Viviani             | Julian Alaphilippe | Peter Sagan    | Tim Wellens       | Wout van Aert  | Michael Schär      | Team Jumbo-Visma |
| 5. etape  | kuperet etape  | Peter Sagan              | Julian Alaphilippe | Peter Sagan    | Tim Wellens       | Wout van Aert  | Toms Skujiņš       | Team Jumbo-Visma |
| 6. etape  | bjergetape     | Dylan Teuns              | Giulio Ciccone     | Peter Sagan    | Tim Wellens       | Giulio Ciccone | Tim Wellens        | Trek-Segafredo   |
| 7. etape  | flad etape     | Dylan Groenewegen        | Giulio Ciccone     | Peter Sagan    | Tim Wellens       | Giulio Ciccone | Yoann Offredo      | Trek-Segafredo   |
| 8. etape  | kuperet etape  | Thomas De Gendt          | Julian Alaphilippe | Peter Sagan    | Tim Wellens       | Giulio Ciccone | Thomas De Gendt    | Trek-Segafredo   |
| 9. etape  | kuperet etape  | Daryl Impey              | Julian Alaphilippe | Peter Sagan    | Tim Wellens       | Giulio Ciccone | Tiesj Benoot       | Trek-Segafredo   |
| 10. etape | flad etape     | Wout van Aert            | Julian Alaphilippe | Peter Sagan    | Tim Wellens       | Egan Bernal    | Natnael Berhane    | Movistar Team    |
| 11. etape | flad etape     | Caleb Ewan               | Julian Alaphilippe | Peter Sagan    | Tim Wellens       | Egan Bernal    | Aimé De Gendt      | Movistar Team    |
| 12. etape | bjergetape     | Simon Yates              | Julian Alaphilippe | Peter Sagan    | Tim Wellens       | Egan Bernal    | Matteo Trentin     | Trek-Segafredo   |
| 13. etape | enkeltstart    | Julian Alaphilippe       | Julian Alaphilippe | Peter Sagan    | Tim Wellens       | Enric Mas      | ikke uddelt        | Trek-Segafredo   |
| 14. etape | bjergetape     | Thibaut Pinot            | Julian Alaphilippe | Peter Sagan    | Tim Wellens       | Egan Bernal    | Élie Gesbert       | Movistar Team    |
| 15. etape | bjergetape     | Simon Yates              | Julian Alaphilippe | Peter Sagan    | Tim Wellens       | Egan Bernal    | Mikel Landa        | Movistar Team    |
| 16. etape | flad etape     | Caleb Ewan               | Julian Alaphilippe | Peter Sagan    | Tim Wellens       | Egan Bernal    | Alexis Gougeard    | Movistar Team    |
| 17. etape | kuperet etape  | Matteo Trentin           | Julian Alaphilippe | Peter Sagan    | Tim Wellens       | Egan Bernal    | Matteo Trentin     | Trek-Segafredo   |
| 18. etape | bjergetape     | Nairo Quintana           | Julian Alaphilippe | Peter Sagan    | Romain Bardet     | Egan Bernal    | Greg Van Avermaet  | Movistar Team    |
| 19. etape | bjergetape     | neutralisering af etapen | Egan Bernal        | Peter Sagan    | Romain Bardet     | Egan Bernal    | ikke uddelt        | Movistar Team    |
| 20. etape | bjergetape     | Vincenzo Nibali          | Egan Bernal        | Peter Sagan    | Romain Bardet     | Egan Bernal    | Vincenzo Nibali    | Movistar Team    |
| 21. etape | flad etape     | Caleb Ewan               | Egan Bernal        | Peter Sagan    | Romain Bardet     | Egan Bernal    | ikke uddelt        | Movistar Team    |
| Samlet    | Samlet         |                          | Egan Bernal        | Peter Sagan    | Romain Bardet     | Egan Bernal    | Julian Alaphilippe | Movistar Team    |

## Resultater
| \| Samlede stilling \| Samlede stilling \| Samlede stilling \| Samlede stilling \| Samlede stilling \| \| Rytter \| Rytter \| Hold \| Tid \| \| \| ---------------- \| --------------------- \| -------------------------- \| ---------------- \| ---------------- \| \| 1. \| Egan Bernal \| Team Ineos \| 82t 57' 00" \| \| \| 2. \| Geraint Thomas \| Team Ineos \| + 1' 11" \| \| \| 3. \| Steven Kruijswijk \| Team Jumbo-Visma \| + 1' 31" \| \| \| 4. \| Emanuel Buchmann \| Bora-Hansgrohe \| + 1' 56" \| \| \| 5. \| Julian Alaphilippe \| Deceuninck-Quick Step \| + 4' 05" \| \| \| 6. \| Mikel Landa \| Movistar Team \| + 4' 23" \| \| \| 7. \| Rigoberto Urán \| EF Education First \| + 5' 15" \| \| \| 8. \| Nairo Quintana \| Movistar Team \| + 5' 30" \| \| \| 9. \| Alejandro Valverde \| Movistar Team \| + 6' 12" \| \| \| 10. \| Warren Barguil \| Arkéa-Samsic \| + 7' 32" \| \| \| 11. \| Richie Porte \| Trek-Segafredo \| + 12' 42" \| \| \| 12. \| Guillaume Martin \| Wanty-Gobert \| + 22' 08" \| \| \| 13. \| David Gaudu \| Groupama-FDJ \| + 23' 58" \| \| \| 14. \| Fabio Aru \| UAE Team Emirates \| + 27' 36" \| \| \| 15. \| Romain Bardet \| AG2R La Mondiale \| + 30' 23" \| \| \| 16. \| Roman Kreuziger \| Dimension Data \| + 36' 09" \| \| \| 17. \| Sébastien Reichenbach \| Groupama-FDJ \| + 44' 29" \| \| \| 18. \| Daniel Martin \| UAE Team Emirates \| + 45' 21" \| \| \| 19. \| Aleksej Lutsenko \| Astana \| + 48' 52" \| \| \| 20. \| Jesús Herrada \| Cofidis, Solutions Crédits \| + 51' 57" \| \| \| 21. \| Xandro Meurisse \| Wanty-Gobert \| + 56' 47" \| \| \| 22. \| Enric Mas \| Deceuninck-Quick Step \| + 58' 20" \| \| \| 23. \| Laurens De Plus \| Team Jumbo-Visma \| + 1t 02' 44" \| \| \| 24. \| George Bennett \| Team Jumbo-Visma \| + 1t 04' 40" \| \| \| 25. \| Gregor Mühlberger \| Bora-Hansgrohe \| + 1t 04' 40" \| \| |                       |                            |              |
| |                       |                            |              |
| Kilde: ProCyclingStats |                       |                            |              |
| Samlede stilling |                       |                            |              |
| Rytter | Rytter                | Hold                       | Tid          |
| 1. | Egan Bernal           | Team Ineos                 | 82t 57' 00"  |
| 2. | Geraint Thomas        | Team Ineos                 | + 1' 11"     |
| 3. | Steven Kruijswijk     | Team Jumbo-Visma           | + 1' 31"     |
| 4. | Emanuel Buchmann      | Bora-Hansgrohe             | + 1' 56"     |
| 5. | Julian Alaphilippe    | Deceuninck-Quick Step      | + 4' 05"     |
| 6. | Mikel Landa           | Movistar Team              | + 4' 23"     |
| 7. | Rigoberto Urán        | EF Education First         | + 5' 15"     |
| 8. | Nairo Quintana        | Movistar Team              | + 5' 30"     |
| 9. | Alejandro Valverde    | Movistar Team              | + 6' 12"     |
| 10. | Warren Barguil        | Arkéa-Samsic               | + 7' 32"     |
| 11. | Richie Porte          | Trek-Segafredo             | + 12' 42"    |
| 12. | Guillaume Martin      | Wanty-Gobert               | + 22' 08"    |
| 13. | David Gaudu           | Groupama-FDJ               | + 23' 58"    |
| 14. | Fabio Aru             | UAE Team Emirates          | + 27' 36"    |
| 15. | Romain Bardet         | AG2R La Mondiale           | + 30' 23"    |
| 16. | Roman Kreuziger       | Dimension Data             | + 36' 09"    |
| 17. | Sébastien Reichenbach | Groupama-FDJ               | + 44' 29"    |
| 18. | Daniel Martin         | UAE Team Emirates          | + 45' 21"    |
| 19. | Aleksej Lutsenko      | Astana                     | + 48' 52"    |
| 20. | Jesús Herrada         | Cofidis, Solutions Crédits | + 51' 57"    |
| 21. | Xandro Meurisse       | Wanty-Gobert               | + 56' 47"    |
| 22. | Enric Mas             | Deceuninck-Quick Step      | + 58' 20"    |
| 23. | Laurens De Plus       | Team Jumbo-Visma           | + 1t 02' 44" |
| 24. | George Bennett        | Team Jumbo-Visma           | + 1t 04' 40" |
| 25. | Gregor Mühlberger     | Bora-Hansgrohe             | + 1t 04' 40" |

| Samlede stilling | Samlede stilling      | Samlede stilling           | Samlede stilling | Samlede stilling |
| Rytter           | Rytter                | Hold                       | Tid              |                  |
| ---------------- | --------------------- | -------------------------- | ---------------- | ---------------- |
| 1.               | Egan Bernal           | Team Ineos                 | 82t 57' 00"      |                  |
| 2.               | Geraint Thomas        | Team Ineos                 | + 1' 11"         |                  |
| 3.               | Steven Kruijswijk     | Team Jumbo-Visma           | + 1' 31"         |                  |
| 4.               | Emanuel Buchmann      | Bora-Hansgrohe             | + 1' 56"         |                  |
| 5.               | Julian Alaphilippe    | Deceuninck-Quick Step      | + 4' 05"         |                  |
| 6.               | Mikel Landa           | Movistar Team              | + 4' 23"         |                  |
| 7.               | Rigoberto Urán        | EF Education First         | + 5' 15"         |                  |
| 8.               | Nairo Quintana        | Movistar Team              | + 5' 30"         |                  |
| 9.               | Alejandro Valverde    | Movistar Team              | + 6' 12"         |                  |
| 10.              | Warren Barguil        | Arkéa-Samsic               | + 7' 32"         |                  |
| 11.              | Richie Porte          | Trek-Segafredo             | + 12' 42"        |                  |
| 12.              | Guillaume Martin      | Wanty-Gobert               | + 22' 08"        |                  |
| 13.              | David Gaudu           | Groupama-FDJ               | + 23' 58"        |                  |
| 14.              | Fabio Aru             | UAE Team Emirates          | + 27' 36"        |                  |
| 15.              | Romain Bardet         | AG2R La Mondiale           | + 30' 23"        |                  |
| 16.              | Roman Kreuziger       | Dimension Data             | + 36' 09"        |                  |
| 17.              | Sébastien Reichenbach | Groupama-FDJ               | + 44' 29"        |                  |
| 18.              | Daniel Martin         | UAE Team Emirates          | + 45' 21"        |                  |
| 19.              | Aleksej Lutsenko      | Astana                     | + 48' 52"        |                  |
| 20.              | Jesús Herrada         | Cofidis, Solutions Crédits | + 51' 57"        |                  |
| 21.              | Xandro Meurisse       | Wanty-Gobert               | + 56' 47"        |                  |
| 22.              | Enric Mas             | Deceuninck-Quick Step      | + 58' 20"        |                  |
| 23.              | Laurens De Plus       | Team Jumbo-Visma           | + 1t 02' 44"     |                  |
| 24.              | George Bennett        | Team Jumbo-Visma           | + 1t 04' 40"     |                  |
| 25.              | Gregor Mühlberger     | Bora-Hansgrohe             | + 1t 04' 40"     |                  |

| Pointkonkurrence | Pointkonkurrence   | Pointkonkurrence      | Pointkonkurrence | Pointkonkurrence |
| Rytter           | Rytter             | Hold                  | Point            |                  |
| ---------------- | ------------------ | --------------------- | ---------------- | ---------------- |
| 1.               | Peter Sagan        | Bora-Hansgrohe        | 316 point        |                  |
| 2.               | Caleb Ewan         | Lotto-Soudal          | 248 point        |                  |
| 3.               | Elia Viviani       | Deceuninck-Quick Step | 224 point        |                  |
| 4.               | Sonny Colbrelli    | Bahrain-Merida        | 209 point        |                  |
| 5.               | Michael Matthews   | Team Sunweb           | 201 point        |                  |
| 6.               | Matteo Trentin     | Mitchelton-Scott      | 192 point        |                  |
| 7.               | Jasper Stuyven     | Trek-Segafredo        | 167 point        |                  |
| 8.               | Greg Van Avermaet  | CCC Team              | 149 point        |                  |
| 9.               | Dylan Groenewegen  | Team Jumbo-Visma      | 146 point        |                  |
| 10.              | Julian Alaphilippe | Deceuninck-Quick Step | 119 point        |                  |

| Pointkonkurrence | Pointkonkurrence   | Pointkonkurrence      | Pointkonkurrence | Pointkonkurrence |
| Rytter           | Rytter             | Hold                  | Point            |                  |
| ---------------- | ------------------ | --------------------- | ---------------- | ---------------- |
| 1.               | Peter Sagan        | Bora-Hansgrohe        | 316 point        |                  |
| 2.               | Caleb Ewan         | Lotto-Soudal          | 248 point        |                  |
| 3.               | Elia Viviani       | Deceuninck-Quick Step | 224 point        |                  |
| 4.               | Sonny Colbrelli    | Bahrain-Merida        | 209 point        |                  |
| 5.               | Michael Matthews   | Team Sunweb           | 201 point        |                  |
| 6.               | Matteo Trentin     | Mitchelton-Scott      | 192 point        |                  |
| 7.               | Jasper Stuyven     | Trek-Segafredo        | 167 point        |                  |
| 8.               | Greg Van Avermaet  | CCC Team              | 149 point        |                  |
| 9.               | Dylan Groenewegen  | Team Jumbo-Visma      | 146 point        |                  |
| 10.              | Julian Alaphilippe | Deceuninck-Quick Step | 119 point        |                  |

| Bjergkonkurrence | Bjergkonkurrence  | Bjergkonkurrence | Bjergkonkurrence | Bjergkonkurrence |
| Rytter           | Rytter            | Hold             | Point            |                  |
| ---------------- | ----------------- | ---------------- | ---------------- | ---------------- |
| 1.               | Romain Bardet     | AG2R La Mondiale | 86 point         |                  |
| 2.               | Egan Bernal       | Team Ineos       | 78 point         |                  |
| 3.               | Tim Wellens       | Lotto-Soudal     | 75 point         |                  |
| 4.               | Damiano Caruso    | Bahrain-Merida   | 67 point         |                  |
| 5.               | Vincenzo Nibali   | Bahrain-Merida   | 59 point         |                  |
| 6.               | Simon Yates       | Mitchelton-Scott | 59 point         |                  |
| 7.               | Nairo Quintana    | Movistar Team    | 58 point         |                  |
| 8.               | Aleksej Lutsenko  | Astana           | 45 point         |                  |
| 9.               | Steven Kruijswijk | Team Jumbo-Visma | 44 point         |                  |
| 10.              | Mikel Landa       | Movistar Team    | 42 point         |                  |

| Bjergkonkurrence | Bjergkonkurrence  | Bjergkonkurrence | Bjergkonkurrence | Bjergkonkurrence |
| Rytter           | Rytter            | Hold             | Point            |                  |
| ---------------- | ----------------- | ---------------- | ---------------- | ---------------- |
| 1.               | Romain Bardet     | AG2R La Mondiale | 86 point         |                  |
| 2.               | Egan Bernal       | Team Ineos       | 78 point         |                  |
| 3.               | Tim Wellens       | Lotto-Soudal     | 75 point         |                  |
| 4.               | Damiano Caruso    | Bahrain-Merida   | 67 point         |                  |
| 5.               | Vincenzo Nibali   | Bahrain-Merida   | 59 point         |                  |
| 6.               | Simon Yates       | Mitchelton-Scott | 59 point         |                  |
| 7.               | Nairo Quintana    | Movistar Team    | 58 point         |                  |
| 8.               | Aleksej Lutsenko  | Astana           | 45 point         |                  |
| 9.               | Steven Kruijswijk | Team Jumbo-Visma | 44 point         |                  |
| 10.              | Mikel Landa       | Movistar Team    | 42 point         |                  |

| Ungdomskonkurrence | Ungdomskonkurrence | Ungdomskonkurrence    | Ungdomskonkurrence | Ungdomskonkurrence |
| Rytter             | Rytter             | Hold                  | Tid                |                    |
| ------------------ | ------------------ | --------------------- | ------------------ | ------------------ |
| 1.                 | Egan Bernal        | Team Ineos            | 82t 57' 00"        |                    |
| 2.                 | David Gaudu        | Groupama-FDJ          | + 23' 58"          |                    |
| 3.                 | Enric Mas          | Deceuninck-Quick Step | + 58' 20"          |                    |
| 4.                 | Laurens De Plus    | Team Jumbo-Visma      | + 1t 02' 44"       |                    |
| 5.                 | Gregor Mühlberger  | Bora-Hansgrohe        | + 1t 04' 40"       |                    |
| 6.                 | Giulio Ciccone     | Trek-Segafredo        | + 1t 20' 49"       |                    |
| 7.                 | Lennard Kämna      | Team Sunweb           | + 1t 39' 36"       |                    |
| 8.                 | Tiesj Benoot       | Lotto-Soudal          | + 2t 07' 28"       |                    |
| 9.                 | Nils Politt        | Katusha-Alpecin       | + 2t 14' 28"       |                    |
| 10.                | Élie Gesbert       | Arkéa-Samsic          | + 2t 33' 02"       |                    |

| Ungdomskonkurrence | Ungdomskonkurrence | Ungdomskonkurrence    | Ungdomskonkurrence | Ungdomskonkurrence |
| Rytter             | Rytter             | Hold                  | Tid                |                    |
| ------------------ | ------------------ | --------------------- | ------------------ | ------------------ |
| 1.                 | Egan Bernal        | Team Ineos            | 82t 57' 00"        |                    |
| 2.                 | David Gaudu        | Groupama-FDJ          | + 23' 58"          |                    |
| 3.                 | Enric Mas          | Deceuninck-Quick Step | + 58' 20"          |                    |
| 4.                 | Laurens De Plus    | Team Jumbo-Visma      | + 1t 02' 44"       |                    |
| 5.                 | Gregor Mühlberger  | Bora-Hansgrohe        | + 1t 04' 40"       |                    |
| 6.                 | Giulio Ciccone     | Trek-Segafredo        | + 1t 20' 49"       |                    |
| 7.                 | Lennard Kämna      | Team Sunweb           | + 1t 39' 36"       |                    |
| 8.                 | Tiesj Benoot       | Lotto-Soudal          | + 2t 07' 28"       |                    |
| 9.                 | Nils Politt        | Katusha-Alpecin       | + 2t 14' 28"       |                    |
| 10.                | Élie Gesbert       | Arkéa-Samsic          | + 2t 33' 02"       |                    |

### Holdkonkurrencen
| Holdkonkurrence | Holdkonkurrence    | Holdkonkurrence | Holdkonkurrence |
| Hold            | Hold               | Tid             |                 |
| --------------- | ------------------ | --------------- | --------------- |
| 1.              | Movistar Team      | 248t 58' 15"    |                 |
| 2.              | Trek-Segafredo     | + 47' 54"       |                 |
| 3.              | Ineos              | + 57' 52"       |                 |
| 4.              | EF Education First | + 1t 25' 57"    |                 |
| 5.              | Bora-hansgrohe     | + 1t 29' 30"    |                 |
| 6.              | Groupama-FDJ       | + 1t 42' 29"    |                 |
| 7.              | Team Jumbo-Visma   | + 1t 52' 55"    |                 |
| 8.              | AG2R La Mondiale   | + 2t 08' 17"    |                 |
| 9.              | UAE Team Emirates  | + 2t 10' 32"    |                 |
| 10.             | Astana             | + 2t 27' 37"    |                 |

## Startliste
| Team Ineos INS | Team Ineos INS                           | Team Ineos INS |
| -------------- | ---------------------------------------- | -------------- |
| Nr.            | Rytter                                   | Placering      |
| 1              | Geraint Thomas (GBR)                     | 2.             |
| 2              | Egan Bernal (COL)                        | 1.             |
| 3              | Jonathan Castroviejo (ESP) (enkeltstart) | 50.            |
| 4              | Michał Kwiatkowski (POL)                 | 83.            |
| 5              | Gianni Moscon (ITA)                      | 84.            |
| 6              | Wout Poels (NED)                         | 26.            |
| 7              | Luke Rowe (GBR)                          | DQ-17          |
| 8              | Dylan van Baarle (NED)                   | 46.            |

| Bora-Hansgrohe BOH | Bora-Hansgrohe BOH                     | Bora-Hansgrohe BOH |
| ------------------ | -------------------------------------- | ------------------ |
| Nr.                | Rytter                                 | Placering          |
| 11                 | Peter Sagan (SVK)                      | 82.                |
| 12                 | Emanuel Buchmann (GER)                 | 4.                 |
| 13                 | Marcus Burghardt (GER)                 | 141.               |
| 14                 | Patrick Konrad (AUT) (landevej)        | 35.                |
| 15                 | Gregor Mühlberger (AUT)                | 25.                |
| 16                 | Daniel Oss (ITA)                       | 89.                |
| 17                 | Lukas Pöstlberger (AUT)                | DNS-18             |
| 18                 | Maximilian Schachmann (GER) (landevej) | DNS-14             |

| Deceuninck-Quick Step DQT | Deceuninck-Quick Step DQT            | Deceuninck-Quick Step DQT |
| ------------------------- | ------------------------------------ | ------------------------- |
| Nr.                       | Rytter                               | Placering                 |
| 21                        | Julian Alaphilippe (FRA)             | 5.                        |
| 22                        | Kasper Asgreen (DEN) (enkeltstart)   | 122.                      |
| 23                        | Dries Devenyns (BEL)                 | 97.                       |
| 24                        | Yves Lampaert (BEL)                  | 133.                      |
| 25                        | Enric Mas (ESP)                      | 22.                       |
| 26                        | Michael Mørkøv (DEN) (landevej)      | 152.                      |
| 27                        | Maximiliano Richeze (ARG) (landevej) | 149.                      |
| 28                        | Elia Viviani (ITA)                   | 130.                      |

| AG2R La Mondiale ALM | AG2R La Mondiale ALM    | AG2R La Mondiale ALM |
| -------------------- | ----------------------- | -------------------- |
| Nr.                  | Rytter                  | Placering            |
| 31                   | Romain Bardet (FRA)     | 15.                  |
| 32                   | Mikaël Cherel (FRA)     | 34.                  |
| 33                   | Benoît Cosnefroy (FRA)  | 113.                 |
| 34                   | Mathias Frank (SUI)     | 48.                  |
| 35                   | Tony Gallopin (FRA)     | 56.                  |
| 36                   | Alexis Gougeard (FRA)   | 115.                 |
| 37                   | Oliver Naesen (BEL)     | 68.                  |
| 38                   | Alexis Vuillermoz (FRA) | 41.                  |

| Bahrain-Merida TBM | Bahrain-Merida TBM               | Bahrain-Merida TBM |
| ------------------ | -------------------------------- | ------------------ |
| Nr.                | Rytter                           | Placering          |
| 41                 | Vincenzo Nibali (ITA)            | 39.                |
| 42                 | Damiano Caruso (ITA)             | 58.                |
| 43                 | Sonny Colbrelli (ITA)            | 85.                |
| 44                 | Rohan Dennis (AUS) (enkeltstart) | DNF-12             |
| 45                 | Iván García Cortina (ESP)        | 114.               |
| 46                 | Matej Mohorič (SLO)              | 119.               |
| 47                 | Dylan Teuns (BEL)                | 44.                |
| 48                 | Jan Tratnik (SLO)                | 93.                |

| Groupama-FDJ GFC | Groupama-FDJ GFC                       | Groupama-FDJ GFC |
| ---------------- | -------------------------------------- | ---------------- |
| Nr.              | Rytter                                 | Placering        |
| 51               | Thibaut Pinot (FRA)                    | DNF-19           |
| 52               | William Bonnet (FRA)                   | 143.             |
| 53               | David Gaudu (FRA)                      | 13.              |
| 54               | Stefan Küng (SUI) (enkeltstart)        | 96.              |
| 55               | Matthieu Ladagnous (FRA)               | 126.             |
| 56               | Rudy Molard (FRA)                      | 33.              |
| 57               | Sébastien Reichenbach (SUI) (landevej) | 17.              |
| 58               | Anthony Roux (FRA)                     | 102.             |

| Movistar Team MOV | Movistar Team MOV                   | Movistar Team MOV |
| ----------------- | ----------------------------------- | ----------------- |
| Nr.               | Rytter                              | Placering         |
| 61                | Nairo Quintana (COL)                | 8.                |
| 62                | Alejandro Valverde (ESP) (landevej) | 9.                |
| 63                | Andrey Amador (CRC)                 | 55.               |
| 64                | Imanol Erviti (ESP)                 | 99.               |
| 65                | Mikel Landa (ESP)                   | 6.                |
| 66                | Nelson Oliveira (POR)               | 79.               |
| 67                | Marc Soler (ESP)                    | 37.               |
| 68                | Carlos Verona (ESP)                 | 105.              |

| Astana AST | Astana AST                                       | Astana AST |
| ---------- | ------------------------------------------------ | ---------- |
| Nr.        | Rytter                                           | Placering  |
| 71         | Jakob Fuglsang (DEN)                             | DNF-16     |
| 72         | Pello Bilbao (ESP)                               | 54.        |
| 73         | Omar Fraile (ESP)                                | 71.        |
| 74         | Hugo Houle (CAN)                                 | 91.        |
| 75         | Gorka Izagirre (ESP)                             | 42.        |
| 76         | Aleksej Lutsenko (KAZ) (landevej og enkeltstart) | 19.        |
| 77         | Magnus Cort (DEN)                                | 104.       |
| 78         | Luis León Sánchez (ESP)                          | DNS-17     |

| Team Jumbo-Visma TJV | Team Jumbo-Visma TJV                   | Team Jumbo-Visma TJV |
| -------------------- | -------------------------------------- | -------------------- |
| Nr.                  | Rytter                                 | Placering            |
| 81                   | Steven Kruijswijk (NED)                | 3.                   |
| 82                   | George Bennett (NZL)                   | 24.                  |
| 83                   | Laurens De Plus (BEL)                  | 23.                  |
| 84                   | Dylan Groenewegen (NED)                | 145.                 |
| 85                   | Amund Grøndahl Jansen (NOR) (landevej) | 140.                 |
| 86                   | Tony Martin (GER) (enkeltstart)        | DQ-17                |
| 87                   | Mike Teunissen (NED)                   | 101.                 |
| 88                   | Wout van Aert (BEL) (enkeltstart)      | DNF-13               |

| EF Education First EF1 | EF Education First EF1    | EF Education First EF1 |
| ---------------------- | ------------------------- | ---------------------- |
| Nr.                    | Rytter                    | Placering              |
| 91                     | Rigoberto Urán (COL)      | 7.                     |
| 92                     | Alberto Bettiol (ITA)     | 69.                    |
| 93                     | Simon Clarke (AUS)        | 61.                    |
| 94                     | Tanel Kangert (EST)       | 27.                    |
| 95                     | Sebastian Langeveld (NED) | 155.                   |
| 96                     | Thomas Scully (NZL)       | 135.                   |
| 97                     | Tejay van Garderen (USA)  | DNS-8                  |
| 98                     | Michael Woods (CAN)       | 32.                    |

| Mitchelton-Scott MTS | Mitchelton-Scott MTS                        | Mitchelton-Scott MTS |
| -------------------- | ------------------------------------------- | -------------------- |
| Nr.                  | Rytter                                      | Placering            |
| 101                  | Adam Yates (GBR)                            | 29.                  |
| 102                  | Luke Durbridge (AUS) (enkeltstart)          | 109.                 |
| 103                  | Jack Haig (AUS)                             | 38.                  |
| 104                  | Michael Hepburn (AUS)                       | 146.                 |
| 105                  | Daryl Impey (RSA) (landevej og enkeltstart) | 72.                  |
| 106                  | Christopher Juul-Jensen (DEN)               | 112.                 |
| 107                  | Matteo Trentin (ITA) (landevej)             | 52.                  |
| 108                  | Simon Yates (GBR)                           | 49.                  |

| CCC Team CCC | CCC Team CCC                      | CCC Team CCC |
| ------------ | --------------------------------- | ------------ |
| Nr.          | Rytter                            | Placering    |
| 111          | Greg Van Avermaet (BEL)           | 36.          |
| 112          | Patrick Bevin (NZL) (enkeltstart) | DNS-6        |
| 113          | Alessandro De Marchi (ITA)        | DNF-9        |
| 114          | Simon Geschke (GER)               | 63.          |
| 115          | Serge Pauwels (BEL)               | 77.          |
| 116          | Joey Rosskopf (USA)               | 73.          |
| 117          | Michael Schär (SUI)               | 70.          |
| 118          | Łukasz Wiśniowski (POL)           | 127.         |

| UAE Team Emirates UAD | UAE Team Emirates UAD      | UAE Team Emirates UAD |
| --------------------- | -------------------------- | --------------------- |
| Nr.                   | Rytter                     | Placering             |
| 121                   | Daniel Martin (IRL)        | 18.                   |
| 122                   | Fabio Aru (ITA)            | 14.                   |
| 123                   | Sven Erik Bystrøm (NOR)    | 110.                  |
| 124                   | Rui Costa (POR)            | 53.                   |
| 125                   | Sergio Henao (COL)         | 47.                   |
| 126                   | Alexander Kristoff (NOR)   | 139.                  |
| 127                   | Vegard Stake Laengen (NOR) | 107.                  |
| 128                   | Jasper Philipsen (BEL)     | DNS-12                |

| Trek-Segafredo TFS | Trek-Segafredo TFS               | Trek-Segafredo TFS |
| ------------------ | -------------------------------- | ------------------ |
| Nr.                | Rytter                           | Placering          |
| 131                | Richie Porte (AUS)               | 11.                |
| 132                | Julien Bernard (FRA)             | 30.                |
| 133                | Giulio Ciccone (ITA)             | 31.                |
| 134                | Koen de Kort (NED)               | 125.               |
| 135                | Fabio Felline (ITA)              | 65.                |
| 136                | Bauke Mollema (NED)              | 28.                |
| 137                | Toms Skujiņš (LAT) (enkeltstart) | 81.                |
| 138                | Jasper Stuyven (BEL)             | 43.                |

| Team Sunweb SUN | Team Sunweb SUN            | Team Sunweb SUN |
| --------------- | -------------------------- | --------------- |
| Nr.             | Rytter                     | Placering       |
| 141             | Michael Matthews (AUS)     | 67.             |
| 142             | Nikias Arndt (GER)         | 116.            |
| 143             | Cees Bol (NED)             | DNS-17          |
| 144             | Chad Haga (USA)            | 134.            |
| 145             | Lennard Kämna (GER)        | 40.             |
| 146             | Wilco Kelderman (NED)      | DNS-16          |
| 147             | Søren Kragh Andersen (DEN) | DNS-18          |
| 148             | Nicolas Roche (IRL)        | 45.             |

| Cofidis, Solutions Crédits COF | Cofidis, Solutions Crédits COF   | Cofidis, Solutions Crédits COF |
| ------------------------------ | -------------------------------- | ------------------------------ |
| Nr.                            | Rytter                           | Placering                      |
| 151                            | Christophe Laporte (FRA)         | DNF-8                          |
| 152                            | Natnael Berhane (ERI) (landevej) | 86.                            |
| 153                            | Nicolas Edet (FRA)               | DNF-6                          |
| 154                            | Jesús Herrada (ESP)              | 20.                            |
| 155                            | Anthony Perez (FRA)              | 87.                            |
| 156                            | Pierre-Luc Périchon (FRA)        | 57.                            |
| 157                            | Stéphane Rossetto (FRA)          | 100.                           |
| 158                            | Julien Simon (FRA)               | 108.                           |

| Lotto-Soudal LTS | Lotto-Soudal LTS      | Lotto-Soudal LTS |
| ---------------- | --------------------- | ---------------- |
| Nr.              | Rytter                | Placering        |
| 161              | Caleb Ewan (AUS)      | 132.             |
| 162              | Tiesj Benoot (BEL)    | 59.              |
| 163              | Jasper De Buyst (BEL) | 118.             |
| 164              | Thomas De Gendt (BEL) | 60.              |
| 165              | Jens Keukeleire (BEL) | 98.              |
| 166              | Roger Kluge (GER)     | 150.             |
| 167              | Maxime Monfort (BEL)  | 142.             |
| 168              | Tim Wellens (BEL)     | 94.              |

| Total Direct Énergie TDE | Total Direct Énergie TDE          | Total Direct Énergie TDE |
| ------------------------ | --------------------------------- | ------------------------ |
| Nr.                      | Rytter                            | Placering                |
| 171                      | Lilian Calmejane (FRA)            | 106.                     |
| 172                      | Niccolò Bonifazio (ITA)           | 137.                     |
| 173                      | Fabien Grellier (FRA)             | 121.                     |
| 174                      | Paul Ourselin (FRA)               | 95.                      |
| 175                      | Romain Sicard (FRA)               | 80.                      |
| 176                      | Rein Taaramäe (EST) (enkeltstart) | 66.                      |
| 177                      | Niki Terpstra (NED)               | DNF-11                   |
| 178                      | Anthony Turgis (FRA)              | 131.                     |

| Katusha-Alpecin TKA | Katusha-Alpecin TKA                | Katusha-Alpecin TKA |
| ------------------- | ---------------------------------- | ------------------- |
| Nr.                 | Rytter                             | Placering           |
| 181                 | Ilnur Sakarin (RUS)                | 51.                 |
| 182                 | Jens Debusschere (BEL)             | 153.                |
| 183                 | Alex Dowsett (GBR) (enkeltstart)   | 151.                |
| 184                 | José Gonçalves (POR) (enkeltstart) | 128.                |
| 185                 | Marco Haller (AUT)                 | 148.                |
| 186                 | Nils Politt (GER)                  | 64.                 |
| 187                 | Mads Würtz Schmidt (DEN)           | 117.                |
| 188                 | Rick Zabel (GER)                   | DNS-11              |

| Wanty-Gobert WGG | Wanty-Gobert WGG           | Wanty-Gobert WGG |
| ---------------- | -------------------------- | ---------------- |
| Nr.              | Rytter                     | Placering        |
| 191              | Guillaume Martin (FRA)     | 12.              |
| 192              | Frederik Backaert (BEL)    | 120.             |
| 193              | Aimé De Gendt (BEL)        | 136.             |
| 194              | Odd Christian Eiking (NOR) | 111.             |
| 195              | Xandro Meurisse (BEL)      | 21.              |
| 196              | Yoann Offredo (FRA)        | 154.             |
| 197              | Andrea Pasqualon (ITA)     | 88.              |
| 198              | Kevin Van Melsen (BEL)     | 138.             |

| Dimension Data TDD | Dimension Data TDD                | Dimension Data TDD |
| ------------------ | --------------------------------- | ------------------ |
| Nr.                | Rytter                            | Placering          |
| 201                | Edvald Boasson Hagen (NOR)        | 76.                |
| 202                | Lars Bak (DEN)                    | 147.               |
| 203                | Steve Cummings (GBR)              | 129.               |
| 204                | Reinardt Janse van Rensburg (RSA) | 124.               |
| 205                | Ben King (USA)                    | 62.                |
| 206                | Roman Kreuziger (CZE)             | 16.                |
| 207                | Giacomo Nizzolo (ITA)             | DNF-12             |
| 208                | Michael Valgren (DEN)             | 75.                |

| Arkéa-Samsic PCB | Arkéa-Samsic PCB                | Arkéa-Samsic PCB |
| ---------------- | ------------------------------- | ---------------- |
| Nr.              | Rytter                          | Placering        |
| 211              | Warren Barguil (FRA) (landevej) | 10.              |
| 212              | Maxime Bouet (FRA)              | 74.              |
| 213              | Anthony Delaplace (FRA)         | 90.              |
| 214              | Élie Gesbert (FRA)              | 78.              |
| 215              | André Greipel (GER)             | 144.             |
| 216              | Kévin Ledanois (FRA)            | 103.             |
| 217              | Amaël Moinard (FRA)             | 92.              |
| 218              | Florian Vachon (FRA)            | 123.             |

| Team Ineos INS | Team Ineos INS                           | Team Ineos INS |
| -------------- | ---------------------------------------- | -------------- |
| Nr.            | Rytter                                   | Placering      |
| 1              | Geraint Thomas (GBR)                     | 2.             |
| 2              | Egan Bernal (COL)                        | 1.             |
| 3              | Jonathan Castroviejo (ESP) (enkeltstart) | 50.            |
| 4              | Michał Kwiatkowski (POL)                 | 83.            |
| 5              | Gianni Moscon (ITA)                      | 84.            |
| 6              | Wout Poels (NED)                         | 26.            |
| 7              | Luke Rowe (GBR)                          | DQ-17          |
| 8              | Dylan van Baarle (NED)                   | 46.            |

| Bora-Hansgrohe BOH | Bora-Hansgrohe BOH                     | Bora-Hansgrohe BOH |
| ------------------ | -------------------------------------- | ------------------ |
| Nr.                | Rytter                                 | Placering          |
| 11                 | Peter Sagan (SVK)                      | 82.                |
| 12                 | Emanuel Buchmann (GER)                 | 4.                 |
| 13                 | Marcus Burghardt (GER)                 | 141.               |
| 14                 | Patrick Konrad (AUT) (landevej)        | 35.                |
| 15                 | Gregor Mühlberger (AUT)                | 25.                |
| 16                 | Daniel Oss (ITA)                       | 89.                |
| 17                 | Lukas Pöstlberger (AUT)                | DNS-18             |
| 18                 | Maximilian Schachmann (GER) (landevej) | DNS-14             |

| Deceuninck-Quick Step DQT | Deceuninck-Quick Step DQT            | Deceuninck-Quick Step DQT |
| ------------------------- | ------------------------------------ | ------------------------- |
| Nr.                       | Rytter                               | Placering                 |
| 21                        | Julian Alaphilippe (FRA)             | 5.                        |
| 22                        | Kasper Asgreen (DEN) (enkeltstart)   | 122.                      |
| 23                        | Dries Devenyns (BEL)                 | 97.                       |
| 24                        | Yves Lampaert (BEL)                  | 133.                      |
| 25                        | Enric Mas (ESP)                      | 22.                       |
| 26                        | Michael Mørkøv (DEN) (landevej)      | 152.                      |
| 27                        | Maximiliano Richeze (ARG) (landevej) | 149.                      |
| 28                        | Elia Viviani (ITA)                   | 130.                      |

| AG2R La Mondiale ALM | AG2R La Mondiale ALM    | AG2R La Mondiale ALM |
| -------------------- | ----------------------- | -------------------- |
| Nr.                  | Rytter                  | Placering            |
| 31                   | Romain Bardet (FRA)     | 15.                  |
| 32                   | Mikaël Cherel (FRA)     | 34.                  |
| 33                   | Benoît Cosnefroy (FRA)  | 113.                 |
| 34                   | Mathias Frank (SUI)     | 48.                  |
| 35                   | Tony Gallopin (FRA)     | 56.                  |
| 36                   | Alexis Gougeard (FRA)   | 115.                 |
| 37                   | Oliver Naesen (BEL)     | 68.                  |
| 38                   | Alexis Vuillermoz (FRA) | 41.                  |

| Bahrain-Merida TBM | Bahrain-Merida TBM               | Bahrain-Merida TBM |
| ------------------ | -------------------------------- | ------------------ |
| Nr.                | Rytter                           | Placering          |
| 41                 | Vincenzo Nibali (ITA)            | 39.                |
| 42                 | Damiano Caruso (ITA)             | 58.                |
| 43                 | Sonny Colbrelli (ITA)            | 85.                |
| 44                 | Rohan Dennis (AUS) (enkeltstart) | DNF-12             |
| 45                 | Iván García Cortina (ESP)        | 114.               |
| 46                 | Matej Mohorič (SLO)              | 119.               |
| 47                 | Dylan Teuns (BEL)                | 44.                |
| 48                 | Jan Tratnik (SLO)                | 93.                |

| Groupama-FDJ GFC | Groupama-FDJ GFC                       | Groupama-FDJ GFC |
| ---------------- | -------------------------------------- | ---------------- |
| Nr.              | Rytter                                 | Placering        |
| 51               | Thibaut Pinot (FRA)                    | DNF-19           |
| 52               | William Bonnet (FRA)                   | 143.             |
| 53               | David Gaudu (FRA)                      | 13.              |
| 54               | Stefan Küng (SUI) (enkeltstart)        | 96.              |
| 55               | Matthieu Ladagnous (FRA)               | 126.             |
| 56               | Rudy Molard (FRA)                      | 33.              |
| 57               | Sébastien Reichenbach (SUI) (landevej) | 17.              |
| 58               | Anthony Roux (FRA)                     | 102.             |

| Movistar Team MOV | Movistar Team MOV                   | Movistar Team MOV |
| ----------------- | ----------------------------------- | ----------------- |
| Nr.               | Rytter                              | Placering         |
| 61                | Nairo Quintana (COL)                | 8.                |
| 62                | Alejandro Valverde (ESP) (landevej) | 9.                |
| 63                | Andrey Amador (CRC)                 | 55.               |
| 64                | Imanol Erviti (ESP)                 | 99.               |
| 65                | Mikel Landa (ESP)                   | 6.                |
| 66                | Nelson Oliveira (POR)               | 79.               |
| 67                | Marc Soler (ESP)                    | 37.               |
| 68                | Carlos Verona (ESP)                 | 105.              |

| Astana AST | Astana AST                                       | Astana AST |
| ---------- | ------------------------------------------------ | ---------- |
| Nr.        | Rytter                                           | Placering  |
| 71         | Jakob Fuglsang (DEN)                             | DNF-16     |
| 72         | Pello Bilbao (ESP)                               | 54.        |
| 73         | Omar Fraile (ESP)                                | 71.        |
| 74         | Hugo Houle (CAN)                                 | 91.        |
| 75         | Gorka Izagirre (ESP)                             | 42.        |
| 76         | Aleksej Lutsenko (KAZ) (landevej og enkeltstart) | 19.        |
| 77         | Magnus Cort (DEN)                                | 104.       |
| 78         | Luis León Sánchez (ESP)                          | DNS-17     |

| Team Jumbo-Visma TJV | Team Jumbo-Visma TJV                   | Team Jumbo-Visma TJV |
| -------------------- | -------------------------------------- | -------------------- |
| Nr.                  | Rytter                                 | Placering            |
| 81                   | Steven Kruijswijk (NED)                | 3.                   |
| 82                   | George Bennett (NZL)                   | 24.                  |
| 83                   | Laurens De Plus (BEL)                  | 23.                  |
| 84                   | Dylan Groenewegen (NED)                | 145.                 |
| 85                   | Amund Grøndahl Jansen (NOR) (landevej) | 140.                 |
| 86                   | Tony Martin (GER) (enkeltstart)        | DQ-17                |
| 87                   | Mike Teunissen (NED)                   | 101.                 |
| 88                   | Wout van Aert (BEL) (enkeltstart)      | DNF-13               |

| EF Education First EF1 | EF Education First EF1    | EF Education First EF1 |
| ---------------------- | ------------------------- | ---------------------- |
| Nr.                    | Rytter                    | Placering              |
| 91                     | Rigoberto Urán (COL)      | 7.                     |
| 92                     | Alberto Bettiol (ITA)     | 69.                    |
| 93                     | Simon Clarke (AUS)        | 61.                    |
| 94                     | Tanel Kangert (EST)       | 27.                    |
| 95                     | Sebastian Langeveld (NED) | 155.                   |
| 96                     | Thomas Scully (NZL)       | 135.                   |
| 97                     | Tejay van Garderen (USA)  | DNS-8                  |
| 98                     | Michael Woods (CAN)       | 32.                    |

| Mitchelton-Scott MTS | Mitchelton-Scott MTS                        | Mitchelton-Scott MTS |
| -------------------- | ------------------------------------------- | -------------------- |
| Nr.                  | Rytter                                      | Placering            |
| 101                  | Adam Yates (GBR)                            | 29.                  |
| 102                  | Luke Durbridge (AUS) (enkeltstart)          | 109.                 |
| 103                  | Jack Haig (AUS)                             | 38.                  |
| 104                  | Michael Hepburn (AUS)                       | 146.                 |
| 105                  | Daryl Impey (RSA) (landevej og enkeltstart) | 72.                  |
| 106                  | Christopher Juul-Jensen (DEN)               | 112.                 |
| 107                  | Matteo Trentin (ITA) (landevej)             | 52.                  |
| 108                  | Simon Yates (GBR)                           | 49.                  |

| CCC Team CCC | CCC Team CCC                      | CCC Team CCC |
| ------------ | --------------------------------- | ------------ |
| Nr.          | Rytter                            | Placering    |
| 111          | Greg Van Avermaet (BEL)           | 36.          |
| 112          | Patrick Bevin (NZL) (enkeltstart) | DNS-6        |
| 113          | Alessandro De Marchi (ITA)        | DNF-9        |
| 114          | Simon Geschke (GER)               | 63.          |
| 115          | Serge Pauwels (BEL)               | 77.          |
| 116          | Joey Rosskopf (USA)               | 73.          |
| 117          | Michael Schär (SUI)               | 70.          |
| 118          | Łukasz Wiśniowski (POL)           | 127.         |

| UAE Team Emirates UAD | UAE Team Emirates UAD      | UAE Team Emirates UAD |
| --------------------- | -------------------------- | --------------------- |
| Nr.                   | Rytter                     | Placering             |
| 121                   | Daniel Martin (IRL)        | 18.                   |
| 122                   | Fabio Aru (ITA)            | 14.                   |
| 123                   | Sven Erik Bystrøm (NOR)    | 110.                  |
| 124                   | Rui Costa (POR)            | 53.                   |
| 125                   | Sergio Henao (COL)         | 47.                   |
| 126                   | Alexander Kristoff (NOR)   | 139.                  |
| 127                   | Vegard Stake Laengen (NOR) | 107.                  |
| 128                   | Jasper Philipsen (BEL)     | DNS-12                |

| Trek-Segafredo TFS | Trek-Segafredo TFS               | Trek-Segafredo TFS |
| ------------------ | -------------------------------- | ------------------ |
| Nr.                | Rytter                           | Placering          |
| 131                | Richie Porte (AUS)               | 11.                |
| 132                | Julien Bernard (FRA)             | 30.                |
| 133                | Giulio Ciccone (ITA)             | 31.                |
| 134                | Koen de Kort (NED)               | 125.               |
| 135                | Fabio Felline (ITA)              | 65.                |
| 136                | Bauke Mollema (NED)              | 28.                |
| 137                | Toms Skujiņš (LAT) (enkeltstart) | 81.                |
| 138                | Jasper Stuyven (BEL)             | 43.                |

| Team Sunweb SUN | Team Sunweb SUN            | Team Sunweb SUN |
| --------------- | -------------------------- | --------------- |
| Nr.             | Rytter                     | Placering       |
| 141             | Michael Matthews (AUS)     | 67.             |
| 142             | Nikias Arndt (GER)         | 116.            |
| 143             | Cees Bol (NED)             | DNS-17          |
| 144             | Chad Haga (USA)            | 134.            |
| 145             | Lennard Kämna (GER)        | 40.             |
| 146             | Wilco Kelderman (NED)      | DNS-16          |
| 147             | Søren Kragh Andersen (DEN) | DNS-18          |
| 148             | Nicolas Roche (IRL)        | 45.             |

| Cofidis, Solutions Crédits COF | Cofidis, Solutions Crédits COF   | Cofidis, Solutions Crédits COF |
| ------------------------------ | -------------------------------- | ------------------------------ |
| Nr.                            | Rytter                           | Placering                      |
| 151                            | Christophe Laporte (FRA)         | DNF-8                          |
| 152                            | Natnael Berhane (ERI) (landevej) | 86.                            |
| 153                            | Nicolas Edet (FRA)               | DNF-6                          |
| 154                            | Jesús Herrada (ESP)              | 20.                            |
| 155                            | Anthony Perez (FRA)              | 87.                            |
| 156                            | Pierre-Luc Périchon (FRA)        | 57.                            |
| 157                            | Stéphane Rossetto (FRA)          | 100.                           |
| 158                            | Julien Simon (FRA)               | 108.                           |

| Lotto-Soudal LTS | Lotto-Soudal LTS      | Lotto-Soudal LTS |
| ---------------- | --------------------- | ---------------- |
| Nr.              | Rytter                | Placering        |
| 161              | Caleb Ewan (AUS)      | 132.             |
| 162              | Tiesj Benoot (BEL)    | 59.              |
| 163              | Jasper De Buyst (BEL) | 118.             |
| 164              | Thomas De Gendt (BEL) | 60.              |
| 165              | Jens Keukeleire (BEL) | 98.              |
| 166              | Roger Kluge (GER)     | 150.             |
| 167              | Maxime Monfort (BEL)  | 142.             |
| 168              | Tim Wellens (BEL)     | 94.              |

| Total Direct Énergie TDE | Total Direct Énergie TDE          | Total Direct Énergie TDE |
| ------------------------ | --------------------------------- | ------------------------ |
| Nr.                      | Rytter                            | Placering                |
| 171                      | Lilian Calmejane (FRA)            | 106.                     |
| 172                      | Niccolò Bonifazio (ITA)           | 137.                     |
| 173                      | Fabien Grellier (FRA)             | 121.                     |
| 174                      | Paul Ourselin (FRA)               | 95.                      |
| 175                      | Romain Sicard (FRA)               | 80.                      |
| 176                      | Rein Taaramäe (EST) (enkeltstart) | 66.                      |
| 177                      | Niki Terpstra (NED)               | DNF-11                   |
| 178                      | Anthony Turgis (FRA)              | 131.                     |

| Katusha-Alpecin TKA | Katusha-Alpecin TKA                | Katusha-Alpecin TKA |
| ------------------- | ---------------------------------- | ------------------- |
| Nr.                 | Rytter                             | Placering           |
| 181                 | Ilnur Sakarin (RUS)                | 51.                 |
| 182                 | Jens Debusschere (BEL)             | 153.                |
| 183                 | Alex Dowsett (GBR) (enkeltstart)   | 151.                |
| 184                 | José Gonçalves (POR) (enkeltstart) | 128.                |
| 185                 | Marco Haller (AUT)                 | 148.                |
| 186                 | Nils Politt (GER)                  | 64.                 |
| 187                 | Mads Würtz Schmidt (DEN)           | 117.                |
| 188                 | Rick Zabel (GER)                   | DNS-11              |

| Wanty-Gobert WGG | Wanty-Gobert WGG           | Wanty-Gobert WGG |
| ---------------- | -------------------------- | ---------------- |
| Nr.              | Rytter                     | Placering        |
| 191              | Guillaume Martin (FRA)     | 12.              |
| 192              | Frederik Backaert (BEL)    | 120.             |
| 193              | Aimé De Gendt (BEL)        | 136.             |
| 194              | Odd Christian Eiking (NOR) | 111.             |
| 195              | Xandro Meurisse (BEL)      | 21.              |
| 196              | Yoann Offredo (FRA)        | 154.             |
| 197              | Andrea Pasqualon (ITA)     | 88.              |
| 198              | Kevin Van Melsen (BEL)     | 138.             |

| Dimension Data TDD | Dimension Data TDD                | Dimension Data TDD |
| ------------------ | --------------------------------- | ------------------ |
| Nr.                | Rytter                            | Placering          |
| 201                | Edvald Boasson Hagen (NOR)        | 76.                |
| 202                | Lars Bak (DEN)                    | 147.               |
| 203                | Steve Cummings (GBR)              | 129.               |
| 204                | Reinardt Janse van Rensburg (RSA) | 124.               |
| 205                | Ben King (USA)                    | 62.                |
| 206                | Roman Kreuziger (CZE)             | 16.                |
| 207                | Giacomo Nizzolo (ITA)             | DNF-12             |
| 208                | Michael Valgren (DEN)             | 75.                |

| Arkéa-Samsic PCB | Arkéa-Samsic PCB                | Arkéa-Samsic PCB |
| ---------------- | ------------------------------- | ---------------- |
| Nr.              | Rytter                          | Placering        |
| 211              | Warren Barguil (FRA) (landevej) | 10.              |
| 212              | Maxime Bouet (FRA)              | 74.              |
| 213              | Anthony Delaplace (FRA)         | 90.              |
| 214              | Élie Gesbert (FRA)              | 78.              |
| 215              | André Greipel (GER)             | 144.             |
| 216              | Kévin Ledanois (FRA)            | 103.             |
| 217              | Amaël Moinard (FRA)             | 92.              |
| 218              | Florian Vachon (FRA)            | 123.             |